# IOS 10
iOS 10 là phiên bản thứ mười của hệ điều hành iOS, được thiết kế và phát triển bởi Apple Inc., kế nhiệm cho iOS 9. Phiên bản này đã được công bố tại Hội nghị các nhà phát triển toàn cầu 2016 diễn ra vào ngày 13 tháng 6 năm 2016 (14 tháng 6 theo giờ Việt Nam).
Các đánh giá về iOS 10 chủ yếu là tích cực. Người đánh giá đánh dấu các bản cập nhật quan trọng để iMessage, Siri, Hình ảnh, 3D Touch và Màn hình khóa như chào mừng sự thay đổi. Hỗ trợ phần mở rộng bên thứ ba để iMessage có nghĩa là nó đã "trở thành một nền tảng", mặc dù giao diện người dùng đã bị chỉ trích là khó hiểu. Bên thứ ba tích hợp trong Siri là "tuyệt vời" mặc dù các trợ lý giọng nói bị chỉ trích vì không có trở nên thông minh hơn trước. Người đánh giá đã được ấn tượng với công nghệ nhận dạng hình ảnh trong hình ảnh, mặc dù ghi nhận nó vẫn còn là một "công việc trong tiến trình" với một tỷ lệ lỗi cao hơn so với đối thủ cạnh tranh. 3D Touch "cuối cùng cảm thấy hữu ích" và "hoạt động ở hầu hết các hệ điều hành". Màn hình khóa là "hơn rất nhiều tùy biến hơn so với trước", và người đánh giá rất thích rằng thông báo bong bóng có thể được mở rộng để xem thêm thông tin mà không cần phải mở khóa điện thoại.

## Các tính năng dành cho hệ thống

### Trung tâm kiểm soát mới
Trung tâm kiểm soát đã được thiết kế lại bằng cách bo tròn viền, hợp nhất các thanh điều hướng lại với nhau và chia thành hai trang: một cho cài đặt chung, chẳng hạn như nhanh chóng chuyển cho khóa chế độ máy bay và định hướng, một cho điều khiển âm thanh.
Chức năng 3D Touch đã được thêm vào một số các nút bấm.

### Bàn phím
Bàn phím ảo QuickType, cung cấp khả năng hoàn thành từ, có thể dự đoán câu trả lời cho câu hỏi và đề nghị thông tin có liên quan dựa trên vị trí, tình trạng sẵn có trong lịch hoặc danh bạ.
Tính năng "Xác định" trong phiên bản iOS trước đã được thay thế bởi "Nhìn", và bây giờ mở rộng việc sử dụng nó chỉ cung cấp định nghĩa để lấy thông tin từ các địa điểm, lịch sử duyệt web, tải xuống ứng dụng, đề nghị các trang web, và nhiều hơn nữa.
Bàn phím QuickType sẽ cho phép người dùng gõ nhiều ngôn ngữ nếu người dùng chọn ngôn ngữ mong muốn trong menu cài đặt "Từ điển" và "Bàn phím".
Người dùng có khả năng thay đổi thiết đặt bàn phím đặc biệt cho các bàn phím vật lý (như tự động soát lỗi và tự động viết hoa).

### Màn hình khoá
Cơ chế “Trượt để mở khoá” có trên các hệ điều hành iOS 9 trở xuống giờ đây đã được thay thế bởi “Nhấn home để mở khoá”.
Cũng trên iOS 10, người dùng thay vì phải chạm vào biểu tượng máy ảnh và vuốt nó lên để mở máy ảnh thì giờ đây họ chỉ cần vuốt từ phải sang trái bất kỳ đâu trên màn hình khóa là có thể mở được máy ảnh.

### Phần cài đặt
Thiết lập kính lúp mới đã được thêm vào cho phép người dùng có thể tuỳ chọn bấm ba lần nút home có thể mở ứng dụng máy ảnh với độ phóng đại lớn.
"Bộ lọc màu" mới để bổ sung cho người dùng bị hội chứng mù màu. Tùy chọn bộ lọc màu bao gồm màu xám, màu đỏ, xanh lá cây cho người mắc hội chứng protanopia, bộ lọc màu xanh lá cây/đỏ cho người mắc hội chứng deuteranopia và bộ lọc màu xanh/vàng cho người mắc hội chứng tritanopia.
Đối với các ứng dụng tin nhắn, người dùng giờ đây có thể bật chế độ hình ảnh chất lượng thấp để có thể tối ưu hoá tiết kiệm pin.
Menu Wi-Fi trong cài đặt giờ đây có thể thể hiện cảnh báo về an ninh mạng và khi mạng không được kết nối với Internet.
Trong iOS 10.2, tính năng "cài đặt bảo vệ" cho phép người dùng thiết lập ứng dụng máy ảnh để khởi động với một số cài đặt theo mặc định. Tùy chọn bao gồm khởi chạy với chế độ Video hoặc Vuông chứ không phải là chế độ Hình ảnh, bảo quản các bộ lọc cuối cùng được sử dụng và bảo quản các thiết lập chụp cho hình ảnh Live
Âm nhạc mới nhất được gửi vào Apple Music trên một thiết bị bây giờ có thể được tự động tải về các thiết bị khác bằng cách thiết lập tự động tài về trong phần cài đặt.
Các cài đặt cho phép người dùng lựa chọn để có danh sách rủi ro các tuyến đường trong ứng dụng Bản đồ, tránh con đường số hoặc đường cao tốc.
Người dùng có thể kích hoạt một thiết lập có Siri thông báo người gọi, với các tùy chọn cho "Luôn luôn", "Tai nghe & Xe", "Chỉ tai nghe" và "Không bao giờ".

### Các thay đổi khác
iOS 10 có những hiệu ứng âm thanh để khóa điện thoại và cho các nhấp chuột của bàn phím.
Bất cứ khi nào thiết bị phát hiện nước hoặc chất lỏng trong cổng Lightning, một thông báo cảnh báo người dùng để ngắt kết nối cáp Lightning và cho phép các cổng để khô.
iOS 10 cho phép TTY cuộc gọi được thực hiện mà không cần bất kỳ phần cứng bổ sung khác.
iOS 10 cũ gcho phép người dùng tìm thấy của Apple Watch bằng cách sử dụng chức năng Tìm iPhone.
Spotlight bây giờ có thể tìm kiếm nội dung của người dùng iCloud Drive.
Lưu trữ được báo cáo cho người dùng trong 10 căn cứ định dạng dữ liệu (1 kilobyte bằng 1000 byte) thay vì 2 cơ sở đã được sử dụng trong các phiên bản iOS tiền nhiệm.

## Các tính năng dành cho ứng dụng

### App Store
iOS 10 cho phép các nhà phát triển mua những điểm quảng cáo trong App Store khi người dùng tìm kiếm nội dung. Nó cũng cho biết thêm phần "Thể loại" sẽ thay thế "Khám phá" của phần giới thiệu trong iOS 8.
Trong iOS 10.3, nhà phát triển có thể đáp ứng người dùng đánh giá "Hữu ích" và "Không hữu ích" xem xét lại nhãn có thể giúp bề mặt nhận xét khách hàng phù hợp nhất.

### Lịch
Trong iOS 10, người dùng bây giờ có thể thay đổi những gì ngày nào trong tuần lịch bắt đầu vào, cũng như các thiết lập nhắc nhở cho ngày sinh nhật và các sự kiện và thêm các loại lịch mới (Gregory, Trung Quốc, Do Thái, Hồi giáo).

### Máy ảnh
Âm nhạc sẽ không còn dừng phát khi ứng dụng Máy ảnh được bật lên, trừ khi người dùng quyết định để ghi lại một đoạn video, hoặc để chụp ảnh Live.
Hình ảnh Live có thể được thực hiện với các bộ lọc (trước đây chỉ có sẵn cho hình ảnh thường).
Trong iOS 10.1, các iPhone 7 Plus đã nhận được một chiều sâu mới của chế độ chân dung trường ảnh, bằng cách sử dụng các ống kính góc rộng và Tele trên điện thoại để tạo ra nông sâu của trường ảnh chân dung với các nền tảng mờ.

### Đồng hồ
Các ứng dụng đồng hồ bây giờ có một nền tối.
Tính năng "Đi ngủ" sẽ nhắc nhở người dùng khi đi ngủ để có được số thì giờ mong muốn của giấc ngủ.

### Bản đồ
Bản đồ đã được thiết kế lại và cập nhật các tính năng bổ sung, bao gồm cả quét lịch các sự kiện cho các vị trí, học hỏi từ hành động thường xuyên của người dùng.
Người dùng có thể thêm tiện ích mở rộng bên thứ ba cho các ứng dụng bản đồ, mà cho phép các chức năng bổ sung, chẳng hạn như một phần mở rộng của nhà hàng giờ đây có thể giúp người sử dụng dự trữ một bảng từ bên trong ứng dụng Bản đồ
Người dùng bây giờ có thể xoay và phóng to khi ở chế độ chuyển hướng.
Các ứng dụng Hiển thị các điều kiện nhiệt độ và thời tiết hiện tại ở góc dưới bên phải. Trong iOS 10.3, các ứng dụng cũng cho phép người dùng xem dự báo thời tiết bằng cách sử dụng 3D Touch trên nhiệt độ hiện tại. Chức năng này cho phép người dùng xem giờ của giờ phân tích về các khu vực mà họ đang tìm kiếm.

### Tin nhắn
Các ứng dụng tin nhắn kết hợp riêng với App Store cho phép người dùng tải về ứng dụng của bên thứ ba iMessage có thể được truy cập trong cuộc hội thoại iMessage. Người dùng có thể sử dụng chúng để gửi stickers, chơi trò chơi hoặc các nội dung phong phú khác, chẳng hạn như xem trước truyền thông, gửi đến người nhận. Các thông điệp App Store có ba điều hướng các lĩnh vực: đặc trưng, thể loại, và quản lý.
Các ứng dụng đã được cập nhật để bao gồm nhiều hiệu ứng thị giác. Bong bóng trò chuyện, ví dụ, có thể được gửi với một hình ảnh động "Lớn" hoặc "Mềm mại" nhìn thấy sau khi nhận được. Hiệu ứng "Mực tàng hình" che lấp thư tới người nhận swipes qua nó. Toàn màn hình sẽ có hiệu ứng như bong bóng, confetti hay pháo hoa có thể được gửi. Đó cũng là hỗ trợ cho các tương tác tương tự như Apple Watch, chẳng hạn như gửi bản phác thảo nhanh chóng và ghi âm và gửi nhịp tim người dùng. Để sử dụng các hiệu ứng màn hình và bong bóng, thiết lập giảm chuyển động cần phải được tắt.
Tin nhắn bây giờ cho phép người dùng gửi ghi chú viết tay. Điều này được thực hiện bởi chuyển thiết bị đến cảnh quan chế độ cho iPhone (phong cảnh hoặc chân dung cho người dùng iPad) và sau đó khai thác các nét phong cách đặc trưng của chữ viết tay. Thư ứng dụng sẽ tự động lưu mới sử dụng các ghi chú, để làm cho nó dễ dàng hơn để gửi cho họ một lần nữa. Một tin nhắn viết tay có thể được xóa trong cùng một cách một ứng dụng được xóa; bằng cách giữ cho thư và nhấn Xoá. Thư cũng có thể được lưu dưới dạng tập tin hình ảnh.
Các emoji mới đã được thêm vào, cũng như bổ sung các tính năng liên quan đến emoji. Emojis xuất hiện lớn hơn gấp ba lần nếu thư được gửi đến ba emojis và có văn bản, Bàn phím bây giờ có thể dự đoán emoji để sử dụng, và một tính năng thay thế emoji để phù hợp với các từ ngữ trong các thư và thay thế chúng với emoji ý nghĩa tương tự.
Kể từ khi ứng dụng Trò chơi Trung tâm đã được gỡ bỏ, thư bây giờ có thể xử lý các hành động như các bạn bè mời đến một trò chơi.
Biên nhận đã đọc có thể bây giờ được bật hoặc tắt cho số liên lạc cá nhân chứ không phải cho tất cả các số liên lạc.

## Thiết bị hỗ trợ
Phiên bản iOS 10, Apple sẽ không hỗ trợ cho những thiết bị sử dụng chip A5: iPhone 4S, iPod Touch (thế hệ thứ 5), iPad 2, iPad (thế hệ thứ 3) và iPad Mini (thế hệ thứ nhất). Các thiết bị sau đây sẽ được hỗ trợ iOS 10:

### iPhone
- iPhone 5
- iPhone 5C
- iPhone 5S
- iPhone 6
- iPhone 6 Plus
- iPhone 6S
- iPhone 6S Plus
- iPhone SE
- iPhone 7
- iPhone 7 Plus

### iPod Touch
- iPod Touch (thế hệ thứ 6)

### iPad
- iPad (thế hệ thứ 4)
- iPad Air
- iPad Air 2
- iPad Pro 12.9 inch
- iPad Pro 9.7 inch
- iPad Pro 10.5 inch
- iPad Mini 2
- iPad Mini 3
- iPad Mini 4